# Puchar Azji w Piłce Siatkowej Mężczyzn 2012
Puchar Azji w piłce siatkowej mężczyzn 2012 – rozgrywany był w Wietnamie w dniach 1 - 7 września 2012. 8 czołowych krajowych reprezentacji rywalizowało w Vĩnh Yên. Zwycięzcą trzeciej edycji Pucharu Azji została reprezentacja Chin.

## Rozgrywki grupowe
| Grupa A                                         | Grupa B                            |
| ----------------------------------------------- | ---------------------------------- |
| Wietnam · Korea Południowa · Japonia · Mjanma · | Iran · Chiny · Australia · Indie · |

### Grupa A
Tabela
| Lp. | Drużyna          | Pkt | Mecze | Mecze | Mecze | Sety | Sety | Sety  | Małe punkty | Małe punkty | Małe punkty |
| Lp. | Drużyna          | Pkt | M     | W     | P     | wyg. | prz. | ratio | zdob.       | str.        | ratio       |
| --- | ---------------- | --- | ----- | ----- | ----- | ---- | ---- | ----- | ----------- | ----------- | ----------- |
| 1   | Japonia          | 9   | 3     | 3 (0) | 0 (0) | 9    | 0    | MAX   | 225         | 179         | 1.257       |
| 2   | Korea Południowa | 6   | 3     | 2 (0) | 1 (0) | 6    | 4    | 1.500 | 246         | 233         | 1.056       |
| 3   | Wietnam          | 3   | 3     | 1 (0) | 2 (0) | 3    | 6    | 0.500 | 204         | 204         | 1.000       |
| 4   | Mjanma           | 0   | 3     | 0 (0) | 3 (0) | 1    | 9    | 0.111 | 191         | 250         | 0.764       |

Źródło: asianvolleyball.org
Punktacja: 3:0 i 3:1 – 3 pkt; 3:2 – 2 pkt; 2:3 – 1 pkt; 1:3 i 0:3 – 0 pkt
Zasady ustalania kolejności: 1. liczba punktów; 2. liczba zwycięstw; 3. stosunek setów; 4. stosunek małych punktów
     walka o miejsca 1-8
Wyniki
| Data  | Godz. | Drużyna 1        | Wynik | Drużyna 2        | 1     | 2     | 3     | 4     | 5 | Widzów | * |
| ----- | ----- | ---------------- | ----- | ---------------- | ----- | ----- | ----- | ----- | - | ------ | - |
| 01.09 | 19:30 | Mjanma           | 0:3   | Wietnam          | 15:25 | 18:25 | 15:25 |       |   | 1800   | 1 |
| 01.09 | 21:00 | Korea Południowa | 0:3   | Japonia          | 20:25 | 22:25 | 23:25 |       |   | 2000   | 2 |
| 02.09 | 18:00 | Mjanma           | 1:3   | Korea Południowa | 27:25 | 23:25 | 20:25 | 21:25 |   | 800    | 3 |
| 02.09 | 20:00 | Wietnam          | 0:3   | Japonia          | 23:25 | 19:25 | 20:25 |       |   | 1000   | 4 |
| 03.09 | 18:00 | Korea Południowa | 3:0   | Wietnam          | 25:21 | 25:17 | 31:29 |       |   | 2000   | 5 |
| 03.09 | 20:00 | Japonia          | 3:0   | Mjanma           | 25:18 | 25:19 | 25:15 |       |   | 2000   | 6 |

### Grupa B
Tabela
| Lp. | Drużyna   | Pkt | Mecze | Mecze | Mecze | Sety | Sety | Sety  | Małe punkty | Małe punkty | Małe punkty |
| Lp. | Drużyna   | Pkt | M     | W     | P     | wyg. | prz. | ratio | zdob.       | str.        | ratio       |
| --- | --------- | --- | ----- | ----- | ----- | ---- | ---- | ----- | ----------- | ----------- | ----------- |
| 1   | Iran      | 8   | 3     | 3 (1) | 0 (0) | 9    | 4    | 2.250 | 313         | 279         | 1.122       |
| 2   | Chiny     | 7   | 3     | 2 (0) | 1 (1) | 8    | 4    | 2.000 | 276         | 247         | 1.117       |
| 3   | Indie     | 3   | 3     | 1 (0) | 2 (0) | 5    | 6    | 0.833 | 251         | 266         | 0.944       |
| 4   | Australia | 0   | 3     | 0 (0) | 3 (0) | 1    | 9    | 0.111 | 203         | 251         | 0.809       |

Źródło: asianvolleyball.org
Punktacja: 3:0 i 3:1 – 3 pkt; 3:2 – 2 pkt; 2:3 – 1 pkt; 1:3 i 0:3 – 0 pkt
Zasady ustalania kolejności: 1. liczba punktów; 2. liczba zwycięstw; 3. stosunek setów; 4. stosunek małych punktów
     walka o miejsca 1-8
Wyniki
| Data  | Godz. | Drużyna 1 | Wynik | Drużyna 2 | 1     | 2     | 3     | 4     | 5     | Widzów | * |
| ----- | ----- | --------- | ----- | --------- | ----- | ----- | ----- | ----- | ----- | ------ | - |
| 01.09 | 14:00 | Iran      | 3:2   | Chiny     | 25:21 | 22:25 | 22:25 | 25:19 | 15:11 | 600    | 1 |
| 01.09 | 16:00 | Indie     | 3:0   | Australia | 25:18 | 25:22 | 25:23 |       |       | 600    | 2 |
| 02.09 | 14:00 | Iran      | 3:1   | Indie     | 26:24 | 27:29 | 27:25 | 25:22 |       | 500    | 3 |
| 02.09 | 16:00 | Chiny     | 3:0   | Australia | 27:25 | 25:15 | 25:22 |       |       | 0      | 4 |
| 03.09 | 14:00 | Indie     | 1:3   | Chiny     | 17:25 | 25:23 | 17:25 | 17:25 |       | 400    | 5 |
| 03.09 | 16:00 | Australia | 1:3   | Iran      | 18:25 | 26:24 | 18:25 | 16:25 |       | 500    | 6 |

## Runda pucharowa

### Ćwierćfinały
| Data  | Godz. | Drużyna 1        | Wynik | Drużyna 2 | 1     | 2     | 3     | 4     | 5     | Widzów | * |
| ----- | ----- | ---------------- | ----- | --------- | ----- | ----- | ----- | ----- | ----- | ------ | - |
| 05.09 | 14:00 | Korea Południowa | 2:3   | Indie     | 25:27 | 25:14 | 20:25 | 25:23 | 15:17 | 500    | 1 |
| 05.09 | 16:00 | Japonia          | 3:0   | Australia | 25:17 | 30:28 | 25:20 |       |       | 500    | 2 |
| 05.09 | 18:00 | Iran             | 3:0   | Mjanma    | 25:17 | 25:9  | 25:12 |       |       | 600    | 3 |
| 05.09 | 20:00 | Chiny            | 3:0   | Wietnam   | 25:17 | 25:7  | 25:9  |       |       | 1200   | 4 |

### Mecze o miejsca 5-8
| Data  | Godz. | Drużyna 1 | Wynik | Drużyna 2        | 1     | 2     | 3     | 4     | 5 | Widzów | * |
| ----- | ----- | --------- | ----- | ---------------- | ----- | ----- | ----- | ----- | - | ------ | - |
| 06.09 | 14:00 | Mjanma    | 0:3   | Korea Południowa | 19:25 | 12:25 | 13:25 |       |   | 400    | 1 |
| 06.09 | 16:00 | Australia | 1:3   | Wietnam          | 23:25 | 25:21 | 21:25 | 21:25 |   | 400    | 2 |

### Półfinały
| Data  | Godz. | Drużyna 1 | Wynik | Drużyna 2 | 1     | 2     | 3     | 4 | 5 | Widzów | * |
| ----- | ----- | --------- | ----- | --------- | ----- | ----- | ----- | - | - | ------ | - |
| 06.09 | 18:00 | Japonia   | 0:3   | Chiny     | 20:25 | 22:25 | 22:25 |   |   | 1200   | 1 |
| 06.09 | 20:00 | Iran      | 3:0   | Indie     | 25:23 | 25:13 | 25:23 |   |   | 2000   | 2 |

### Mecz o 7 miejsce
| Data  | Godz. | Drużyna 1 | Wynik | Drużyna 2 | 1     | 2     | 3     | 4 | 5 | Widzów | * |
| ----- | ----- | --------- | ----- | --------- | ----- | ----- | ----- | - | - | ------ | - |
| 07.09 | 14:00 | Mjanma    | 0:3   | Australia | 22:25 | 21:25 | 17:25 |   |   |        |   |

### Mecz o 5 miejsce
| Data  | Godz. | Drużyna 1        | Wynik | Drużyna 2 | 1     | 2     | 3     | 4 | 5 | Widzów | * |
| ----- | ----- | ---------------- | ----- | --------- | ----- | ----- | ----- | - | - | ------ | - |
| 07.09 | 16:00 | Korea Południowa | 3:0   | Wietnam   | 25:22 | 25:18 | 25:19 |   |   |        |   |

### Mecz o 3 miejsce
| Data  | Godz. | Drużyna 1 | Wynik | Drużyna 2 | 1     | 2     | 3     | 4     | 5 | Widzów | * |
| ----- | ----- | --------- | ----- | --------- | ----- | ----- | ----- | ----- | - | ------ | - |
| 07.09 | 18:00 | Indie     | 1:3   | Japonia   | 25:16 | 18:25 | 20:25 | 21:25 |   |        |   |

### Finał
| Data  | Godz. | Drużyna 1 | Wynik | Drużyna 2 | 1     | 2     | 3     | 4     | 5 | Widzów | * |
| ----- | ----- | --------- | ----- | --------- | ----- | ----- | ----- | ----- | - | ------ | - |
| 07.09 | 20:00 | Iran      | 1:3   | Chiny     | 18:25 | 14:25 | 25:13 | 29:31 |   |        |   |

## Klasyfikacja końcowa
| Miejsce | Reprezentacja    |
| ------- | ---------------- |
| złoto   | Chiny            |
| srebro  | Iran             |
| brąz    | Japonia          |
| 4.      | Indie            |
| 5.      | Korea Południowa |
| 6.      | Wietnam          |
| 7.      | Australia        |
| 8.      | Mjanma           |